# Limestone County, Texas
Limestone County är ett administrativt område i delstaten Texas, USA. År 2010 hade county 23 384 invånare. Den administrativa huvudorten (county seat) är Groesbeck.

## Geografi
Enligt United States Census Bureau har countyt en total area på 2 416 km². 2 354 km² av den arean är land och 62 km² är vatten.

### Angränsande countyn
- Navarro County - norr
- Freestone County - nordost
- Leon County - sydost
- Robertson County - söder
- Falls County - sydväst
- McLennan County - väster
- Hill County - nordväst